# Маньківський Григорій Ілліч
Манькі́вський Григо́рій Іллі́ч (рос. Маньковский Григорий Ильич; 7 (19) березня 1897 — 8 квітня 1965) — радянський вчений у галузі гірничої справи, член-кореспондент АН СРСР (1960), лауреат Сталінської премії (1946).

## Біографія
Народився 7 (19) березня 1897 року в місті Бронниці, нині Московської області.
У 1924 році закінчив Ленінградський гірничий інститут.
З 1924 по 1932 роки працював на будівництві вугільних шахт на Донбасі та у Підмосков'ї.
У 1931–1934 роках викладав у Московському гірничому інституті.
З 1932 по 1939 роки — начальник шахт на будівництві Московського метрополітену.
У 1939–1943 роках — замісник головного інженера Головшахтобуду наркомату вугільної промисловості СРСР, з 1943 по 1954 роки — головний інженер тресту «Шахтспецбуд» того ж наркомату.
У 1954–1965 роках працював у Інституті гірничої справи імені О. Скочинського, з 1958 по 1962 роки обіймав посаду заступника директора цього інституту.
Г. І. Маньківський — один із засновників радянської школи будівництва шахтних стовбурів бурінням. Автор шарошечного буріння у складних гірничо-геологічних умовах, робіт по заморожуванню гірських порід при проходці стовбурів та водопониження, науково-методичних робіт з шахтного будівництва та праць з історії гірничої техніки.
Помер 8 квітня 1965 року в Москві.

## Нагороди і почесні звання
Нагороджений чотирма орденами, у тому числі орденом Леніна, та медалями.
Заслужений діяч науки і техніки РРФСР (1948).
Лауреат Сталінської премії 1946 року — за роботи по бурінню вертикальних шахтних стовбурів великого діаметра.

## Відомі праці
- Маньковский Г. И. «Специальные способы проходки горных выработок». — М., 1958.
- Маньковский Г. И. «Специальные способы сооружения стволов шахт». — М., 1965.
- Маньковский Г. И. «Курская магнитная аномалия». — М., 1962.